# Masataka Taketsuru
Masakata Taketsuru (竹鶴 政孝?, Taketsuru Masataka; Takehara, 1894 – 29 agosto 1979) è stato un imprenditore giapponese, fondatore della Nikka Whisky.

## Biografia
Nato in una famiglia attiva fin dal 1733 nel campo della distillazione di shochu, studiò a Osaka e dopo il diploma lavorò per conto della Settsu Shuzo Company, che nel luglio 1918 lo inviò in Scozia per studiare chimica all'Università di Glasgow e visitare le maggiori distillerie di scotch whisky. Prese alloggio a Kirkintilloch, dove conobbe la futura moglie Rita Cowan. Lavorò per brevi periodi nella distilleria Longmorn dello Speyside e alla Hazelburn di Campbeltown. Rientrato in Giappone alla fine del 1920, continuò a lavorare per la Settsu fino a quando non gli fu comunicato che il piano per avviare una produzione di whisky giapponese era stato cancellato a causa della recessione post-bellica.
In seguito trovò in Shinjirō Torii, fondatore della Suntory, il partner ideale per avviare una produzione nazionale di whisky. Fu assunto da Torii e diede un contributo fondamentale per la realizzazione nel 1923 a Shimamoto, nella prefettura di Osaka, della distilleria Yamazaki, la prima fabbrica di whisky aperta nel Paese. Nel 1934 uscì dalla Suntory e si mise in proprio fondando a Yoichi, in Hokkaidō, la Dainipponkaju, che nel 1952 prenderà il nome Nikka Whisky.